# Grecia romana

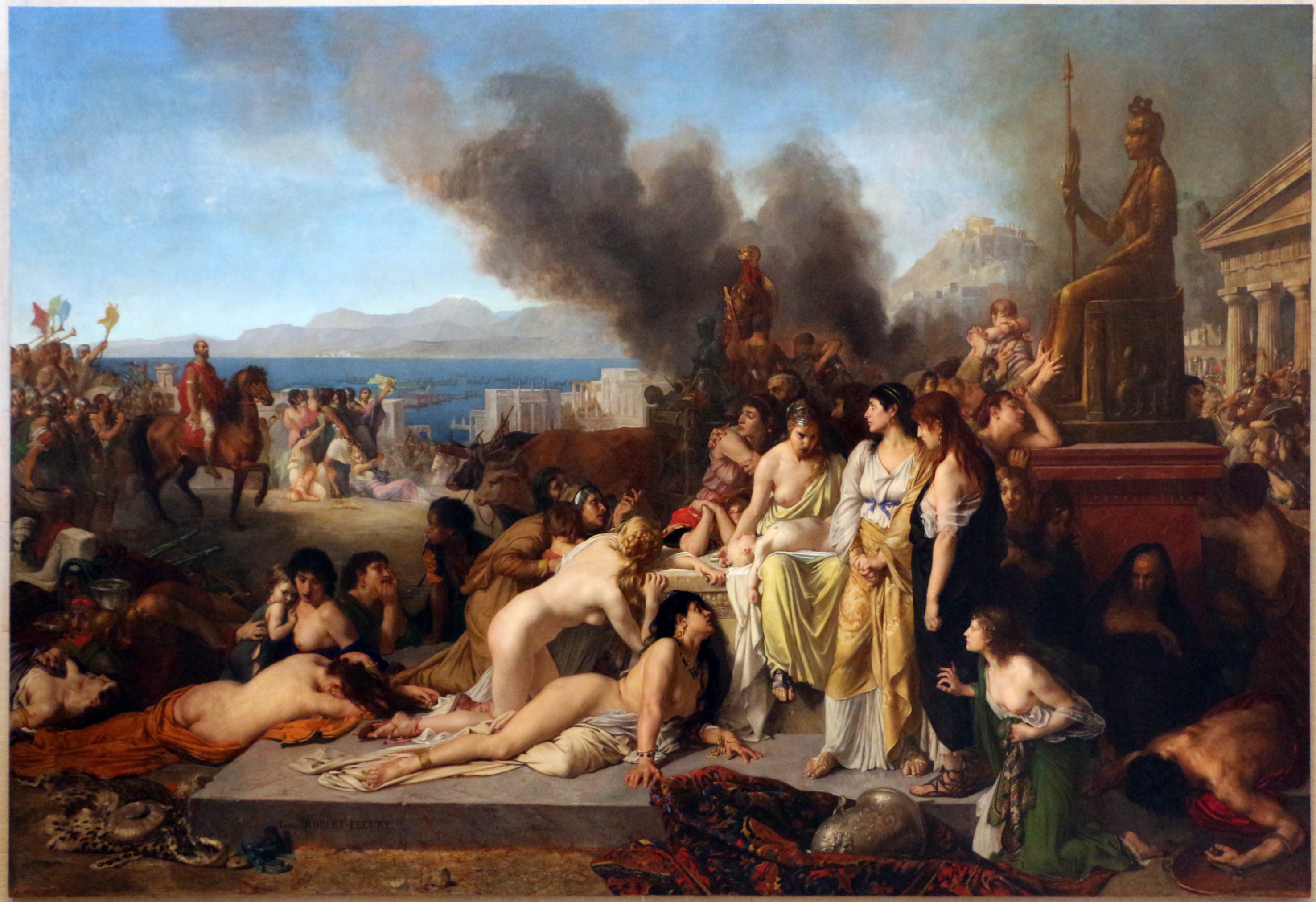
Escena de la batalla de Corinto (146 a. C.): El último día antes de que las legiones romanas saquearan e incendiaran la ciudad griega de Corinto. Le Dernier Jour de Corinthe, Tony Robert-Fleury, 1870

Grecia romana (Graecia Romana en latín) es la denominación del periodo de historia de Grecia que siguió a la victoria romana sobre la Liga Aquea en la batalla de Corinto, en el año 146 a. C., hasta la escisión del Imperio romano en dos partes, que tuvo lugar en el año 395 y que es cuando comienza la historia del Imperio romano de Oriente.

## Intervenciones militares de Roma en Grecia

Mapa de la segunda guerra romano-macedónica

Desde finales del siglo III a. C., en que tuvieron lugar las guerras ilíricas, Roma había estado presente en enfrentamientos bélicos en el área del Adriático. En la segunda guerra macedónica (200-196 a. C.), aliado con otros territorios griegos, Roma derrotó al Reino de Macedonia y proclamó la libertad de las ciudades griegas, que en la práctica suponía para Roma el inicio de una política intervencionista en toda la región helénica con el pretexto de garantizar esas libertades. En la guerra contra Nabis (195 a. C.) librada a continuación, los romanos fueron parte de la alianza que derrotó a los espartanos, que tuvieron que renunciar al control sobre Argos. Tras el fin de esta guerra, los romanos evacuaron todas sus tropas de Grecia, pero enseguida se produjo un nuevo enfrentamiento, esta vez contra Antíoco III, que reinaba en el Imperio seléucida. El resultado de esta guerra (192-188 a. C.) fue plasmado en la Paz de Apamea y supuso que el Imperio seléucida, derrotado, dejara de ser un peligro para el expansionismo romano en Oriente.
Posteriormente, se desencadenó la tercera guerra macedónica (171-168 a. C.), en la que Roma derrotó definitivamente a Macedonia, que fue convertida en provincia romana en 148 a. C. Por otra parte, los romanos ejercieron acciones de represión contra Iliria, Epiro y numerosos políticos antirromanos de la Liga Aquea. Además la Liga Etolia fue disuelta y se tomaron medidas que debilitaron a Rodas y al Reino de Pérgamo.

## Ocupación definitiva de Grecia por los romanos
Grecia se convirtió en un protectorado romano en 146 a. C., tras la derrota sufrida por una coalición encabezada por la Liga Aquea. Las islas del mar Egeo fueron añadidas a este territorio en 133 a. C. Atenas y otras ciudades griegas se rebelaron en 88 a. C., y toda la península fue aplastada por las tropas del general romano Sila. Las guerras civiles romanas devastaron el territorio aun más, hasta que Augusto organizó la península como la provincia de Acaya en 27 a. C. Además de esta provincia, otras zonas helénicas estaban incluidas en las provincias de Macedonia, Tracia y Epiro.
Con respecto a la cultura helénica, está se relacionaba en muchos ámbitos con la romana, hasta el punto de que se puede hablar de una cultura greco-romana. El idioma griego sirvió como lengua franca en el Este y en Italia, y muchos intelectuales griegos desarrollaron la mayor parte de sus trabajos en Roma.
Bajo dominio de Roma, al menos durante la época republicana, Grecia entró en un periodo de decadencia económica en la que muchas ciudades quedaron despobladas. El abandono de los cultivos trató de ser revertido en algunos lugares por las autoridades mediante concesiones de tierras comunales a particulares en condiciones ventajosas. Por otra parte, la cultura griega fue muy admirada por los romanos; como decía Horacio, “Grecia cautiva a su salvaje conquistador”. Las epopeyas de Homero inspiraron la Eneida de Virgilio, y autores como Séneca escribieron con estilo griego. 
Algunos personajes romanos destacados, sin embargo, rechazaban las costumbres griegas, por considerar que corrompían los valores tradicionales romanos. También había rasgos de la civilización griega, como la pederastia, las bacanales y las doctrinas epicúreas, que estaban mal vistos, en general.
El emperador Nerón, a pesar de que proclamó la libertad de los griegos en los Juegos Ístmicos en Corinto, expolió muchas obras de arte de Grecia y destruyó otras.[cita requerida] Otros emperadores, como César Augusto, Claudio, Domiciano, Trajano, Adriano y Marco Aurelio, sin embargo, favorecieron a las ciudades griegas patrocinando nuevas construcciones. Entre ellos puede destacarse especialmente al emperador Adriano, que había sido educado en la cultura griega. Otro evergeta muy destacado fue Herodes Ático.
Al mismo tiempo, la población de Grecia y de la mayoría del oriente romano fueron desarrollando sentimientos cristianos. De hecho Corinto y Atenas estuvieron entre los destinos a los que el apóstol Pablo llegó a predicar, y pronto Grecia se convirtió en una de las áreas más cristianizadas del imperio.

## Imperio romano tardío

Para superar la crisis del siglo III se dividió el imperio dos partes —occidental y oriental— gobernadas cada una por un augusto ayudado por un césar quien estaba destinado a sucederlo. La antigua Grecia quedaría en el lado oriental, siendo el sustrato cultural del posteriormente conocido como Imperio bizantino

Durante el reinado de Diocleciano, a finales del siglo III, se produjo una importante reforma administrativa en la que Grecia quedaba encuadrada dentro de la diócesis de Mesia. Probablemente bajo el emperador Constantino I hubo nuevos cambios administrativos tras los que Grecia pasó a formar parte de las diócesis de Macedonia y de Tracia. Teodosio I dividió la diócesis de Macedonia en las provincias de Creta, Acaya, Tesalia, Epirus Vetus, Epirus Nova, y Macedonia. Las islas del mar Egeo formaron la provincia de Insulae dentro de la diócesis de Asia.
Durante el tiempo de Teodosio, Grecia hizo frente a las invasiones de los hérulos, godos y vándalos. Los visigodos, comandados por Alarico, invadieron a finales del siglo IV Tesalia, se internaron en Grecia y saquearon Esparta, Corinto y Argos. Atenas no fue saqueada, probablemente porque se rindió rápidamente. Arcadio, emperador del Imperio romano de Oriente, permitió a Alarico permanecer en Grecia, lo nombró magister militum y le encomendó salvaguardar las fronteras. Sin embargo Estilicón, general del Imperio romano de Occidente, lo combatió a partir del 397 y estuvo a punto de derrotarlo, pero no consiguió evitar que se retirara del Peloponeso hacia el Epiro. Después, Alarico y los godos se dirigieron a Italia y saquearon Roma en el 410.
Durante el reino de Constantino, el centro del Oriente se desplazó a Constantinopla y Anatolia. No obstante, Grecia siguió siendo un centro poderoso de la cristiandad a finales del Imperio romano y en los comienzos del Imperio bizantino.